# Lista siturilor arheologice din județul Argeș - F
Lista siturilor arheologice din județul Argeș - F conține toate siturile arheologice din județul Argeș înscrise în Repertoriul Arheologic Național (RAN) și aflate în localități al căror nume începe cu litera F. RAN este administrat de Ministerul Culturii și Patrimoniului Național și cuprinde date științifice, cartografice, topografice, imagini și planuri, precum și orice alte informații privitoare la zonele cu potențial arheologic, studiate sau nu, încă existente sau dispărute.
Puteți căuta un sit din localitățile care încep cu litera F folosind formularul de mai jos sau puteți naviga prin toate siturile din județ la Lista siturilor arheologice din județul Argeș.
| Cod RAN                                   | Denumire | Localitate                   | Adresă            | Datare                    | Descoperit | Coordonate | Imagine           | Erori            |
| ----------------------------------------- | --- | ---------------------------- | ----------------- | ------------------------- | ---------- | ---------- | ----------------- | ---------------- |
| 18974.01.01                               | Castrul de la Fâlfani / ansamblu anonim (Categorie: locuire militară) (Tip: Castru)                                                                           | sat Fâlfani, comuna Stolnici |                   | romană sec. II - III      |            |            | Încărcați imagine | Raportați eroare |
| 13347.01.01 (Cod LMI: AG-II-m-A-13686.01) | Ansamblul mănăstirii Vieroși din Făgetu / ansamblu Biserica "Intrarea în Biserică - Vieroși 1 (Categorie: structură de cult/religioasă) (Tip: Biserică)       | sat Făgetu, oraș Mioveni     | Mănăstirea Vieroș | 1571-1573, ref. 1827-1834 |            |            | Încărcați imagine | Raportați eroare |
| 13347.01.02 (Cod LMI: AG-II-m-A-13686.01) | Ansamblul mănăstirii Vieroși din Făgetu / ansamblu Biserica "Intrarea în Biserică - Vieroși 2 (Categorie: structură de cult/religioasă) (Tip: Biserică)       | sat Făgetu, oraș Mioveni     | Mănăstirea Vieroș | sec. XIX                  |            |            | Încărcați imagine | Raportați eroare |
| 13347.01.03 (Cod LMI: AG-II-m-A-13686.02) | Ansamblul mănăstirii Vieroși din Făgetu / ansamblu Biserica "Adormirea Maicii Domnului" din cimitir (Categorie: structură de cult/religioasă) (Tip: Biserică) | sat Făgetu, oraș Mioveni     | Mănăstirea Vieroș | sec. XVI - XIX            |            |            | Încărcați imagine | Raportați eroare |
| 13347.01.04 (Cod LMI: AG-II-m-A-13686.03) | Ansamblul mănăstirii Vieroși din Făgetu / ansamblu Stăreție (Categorie: structură de cult/religioasă) (Tip: Construcție)                                      | sat Făgetu, oraș Mioveni     | Mănăstirea Vieroș | sec. XVI - XIX            |            |            | Încărcați imagine | Raportați eroare |
| 13347.01.05 (Cod LMI: AG-II-m-A-13686.04) | Ansamblul mănăstirii Vieroși din Făgetu / ansamblu anonim (Categorie: structură de cult/religioasă) (Tip: Chilii)                                             | sat Făgetu, oraș Mioveni     | Mănăstirea Vieroș | sec. XVI-XIX              |            |            | Încărcați imagine | Raportați eroare |
| 13347.01.06 (Cod LMI: AG-II-m-A-13686.05) | Ansamblul mănăstirii Vieroși din Făgetu / ansamblu Ruinele turnului porții (Categorie: structură de cult/religioasă) (Tip: Turn)                              | sat Făgetu, oraș Mioveni     | Mănăstirea Vieroș | sec. XVI-XIX              |            |            | Încărcați imagine | Raportați eroare |
| 13347.01.07 (Cod LMI: AG-II-m-A-13686.06) | Ansamblul mănăstirii Vieroși din Făgetu / ansamblu anonim (Categorie: structură de cult/religioasă) (Tip: construcție)                                        | sat Făgetu, oraș Mioveni     | Mănăstirea Vieroș | sec. XVI-XIX              |            |            | Încărcați imagine | Raportați eroare |
| 13347.01.08 (Cod LMI: AG-II-m-A-13686.07) | Ansamblul mănăstirii Vieroși din Făgetu / ansamblu anonim (Categorie: structură de cult/religioasă) (Tip: Zid de incintă)                                     | sat Făgetu, oraș Mioveni     | Mănăstirea Vieroș | sec. XVI-XIX              |            |            | Încărcați imagine | Raportați eroare |